# Xanthoperla apicalis
Xanthoperla apicalis är en bäcksländeart som först beskrevs av Newman 1836.  Xanthoperla apicalis ingår i släktet Xanthoperla och familjen blekbäcksländor. Enligt den svenska rödlistan är arten nära hotad i Sverige. Arten förekommer i Nedre Norrland och Övre Norrland. Artens livsmiljö är sjöar och vattendrag, våtmarker. Inga underarter finns listade i Catalogue of Life.